# Cupularrotonda pentagonal giroelongada
En geometría, la cupularrotonda pentagonal giroelongada es uno de los sólidos de Johnson (J47). Como sugiere su nombre, puede construirse giroelongando una pentagonal cupolarotunda (J32 o J33) insertando un antiprisma decagonal entre sus dos mitades.
La cupularrotonda pentagonal giroelongada es uno de los cinco sólidos de Johnson que son quirales, es decir, que presentan una forma levógira y otra dextrógira. En la imagen de la derecha, cada una de las caras pentagonales de la parte inferior de la figura está conectada por un camino de dos caras triangulares a una cara cuadrada situada arriba a la izquierda. En la figura de quiralidad opuesta (la imagen especular de la figura que se muestra), cada uno de los pentágonos inferiores estaría conectado a una cara cuadrada situada arriba a la derecha. Las dos formas quirales de J47 no se consideran sólidos de Johnson diferentes.
Los 92 sólidos de Johnson fueron nombrados y descritos por Norman Johnson en 1966.